# Akapnu
Akapnu (gr. Ακαπνού) – wieś w Republice Cypryjskiej, w dystrykcie Limassol. W 2011 roku liczyła 20 mieszkańców.